# Mormodes tezontle
Mormodes tezontle är en orkidéart som beskrevs av S.Rosillo. Mormodes tezontle ingår i släktet Mormodes och familjen orkidéer. Inga underarter finns listade i Catalogue of Life.